# Франтишек Липка
Франтишек Липка (слч. František Lipka; Братислава, 22. фебруар 1946) словачки је лингвиста и дипломата, који је 2006. године, у време одржавања референдума о државном статусу Црне Горе, обављао функцију председника Републичке референдумске комисије, са правом златног гласа. Одиграо је кључну улогу у процесу утврђивања и озваничења референдумских резултата, пошто је својим златним гласом одбио све приговоре унионистичких странака, чиме је онемогућио преиспитивање бројних неправилности на скоро две стотине бирачких места. Касније је обављао дужност амбасадора Словачке у Црној Гори (2010—2016).
Липка је у више наврата исказивао своју личну подршку политици коју је водио Мило Ђукановић, чиме је накнадно разоткрио и своју пристрасност у корист Ђукановићеве опције у референдумском процесу, потврдивши тиме и бројне сумње из 2006. године, које су биле изазване тадашњим Липкиним сумарним одбијањем свих приговора опозиције. Поменуте сумње су биле додатно подстакнуте још 2007. године, када је Липка одлучио да своју приватну трговачку фирму региструје управо у Црној Гори. Тим поводом су у политичкој јавности Црне Горе била покренута бројна питања о Липкиној улози у референдумском процесу и његовим не само политичким, већ и финансијским везама са лидерима суверенистичког блока.

## Биографија
Након завршених упоредних студија словачког и српскохрватског језика на Филолошком факултету Универзитета Коменског у Братислави, обављао је разне преводилачке, лекторске и уредничке послове у неколико словачких књижевних часописа, а и сам се бавио књижевним стваралаштвом, објавивши неколико збирки песама. Каријеру у области лингвистике наставио је као предавач на свом матичном Филолошком факултету у Братислави, а потом и на Филолошком факултету у Новом Саду. Након политичких промена и стварања самосталне државе Словачке, ступио је у дипломатску службу. Обављао је дужности амбасадора Словачке у Француској, Белгији и Луксембургу. Његово добро познавање српскохрватског језика и искуство боравка у некадашњој СФРЈ препоручили су га за функцију првог амбасадора независне Републике Словачке у Савезној Републици Југославији (1993). Захваљујући тим искуствима, касније је постао и кандидат за функцију председника Републичке референдумске комисије у Црној Гори. Ту дужност је прихватио као дипломата, иако није имао никакво стручно образовање у области права. Касније је обављао и дужност првог амбасадора Словачке у Црној Гори (2010—2016).

## Председник РРК Црне Горе
Након дугих и сложених преговора између кључних политичких чинилаца у Црној Гори, који су вођени под покровитељством Европске уније, Скупштина Црне Горе је 1. марта 2006. године изгласала "Закон о референдуму о државно-правном статусу Републике Црне Горе", који је у члану 11. прописивао да ће председник РРК бити изабран из редова европских функционера, док је у члану 10. било прописано да ће председник РРК имати одлучујући глас у случају подељености приликом одлучивања у РРК.
Закон је у члану 12. такође прописивао да свих 16 редовних чланова РРК морају бити изабрани из реда дипломираних правника, а иста обавеза важила је и за секретара РРК који је био техничко лице. Међутим, закон није прописао такав услов и за избор председника РРК, иако је та функција по свом значају захтевала личност са високим правним образовањем и значајним судијским искуством. Овај индикативни изузетак био је учињен првенствено из политичких разлога. Уочи усвајања закона, представник Европске уније у референдумском процесу, словачки дипломата Мирослав Лајчак, затражио је од лидера оба блока да се унапред обавежу на прихватање његовог предлога да се за председника РРК изабере његов лични пријатељ, словачки лингвиста и дипломата Франтишек Липка, који није имао никакво правно образовање нити искуство у управљању изборним процесима. Тако се догодило да је 15. марта, уместо било ког од неколико хиљада европских правних стручњака међу којима је било и неколико стотина врхунских експерата за изборно право, за председника РРК изабран кандидат без икаквог правног образовања и искуства у обављању референдумских послова, а за избор таквог кандидата су у Скупштини Црне Горе гласали представници оба блока.
Припрему и спровођење референдума пратиле су бројне расправе и спорови, а додатне сумње у регуларност целокупног референдумског процеса биле су подстакнуте односом председника Републичке референдумске комисије према појединим кључним питањима која су се односила на утврђивање референдумских резултата. Непосредно након самог референдума, који је одржан 21. маја 2006. године, дошло је до покретања бројних правних питања, која су се односила на пропусте и неправилности у спровођењу референдумског процеса. Већ приликом саопштавања првих резултата од стране појединих странака, Липка је у својству председника РРК почео да даје изјаве које су ишле у прилог суверенистичком блоку, што је значајно допринело стварању утиска о успешном спровођењу референдума. У међувремену, у РРК су почели да пристижу бројни приговори, који су сведочили о значајним пропустима и неправилностима на великом броју бирачких места. Током наредних дана, приликом одлучивања о поменутим приговорима, дошло је до оштре поделе међу члановима РРК, тако да је кључна улога у процесу одлучивања припала Липки, као председнику РРК. Управо захваљујући његовом "златном гласу" сумарно су одбијени сви приговори опозиције, што је довело до вишеструких и дугорочних последица. На првом месту, Липкино држање је омогућило суверенистима да и формално озваниче своју унапред проглашену победу на референдуму, а начин на који су Лајчак и Солана подржали такав исход побудило је додатне сумње у улогу ЕУ у надгледању и спровођењу читавог референдусмког процеса.
Након сумарног одбијања свих приговора и потоњег истека свих рокова за евентуалне жалбе, Липка је одиграо пресудну улогу и приликом доношења одлукуе о проглашењу коначних референдумских резултата. Према тој одлуци, коју је РРК усвојила 31. маја 2006. године, за државну независност Црне Горе изјаснила се већина од 55.5% важећих гласова, чиме је био премашен праг од 55% који је био прописан референдумским законом. За озваничење таквих резултата од стране РРК гласали су сви чланови из суверенистичког блока, док су сви чланови из унионистичког блока били против, тако да је одлука усвојена уз помоћ "златног гласа" Франтишека Липке, који је потом јавно саопштио коначне резултате референдума.

## Занимљивости
Услед одбијања свих приговора од стране РРК, црногорски референдум је ушао у правну историју као једини референдумски процес који је био спроведен без и једног званично признатог пропуста или неправилности, што је био јединствен случај, пошто упоредна пракса сведочи да при сваком референдумском или изборном процесу увек долази до извесног броја пропуста или неправилности. Услед поменуте "јединствености", црногорски референдум је стекао ореол "савршеног референдума", чему је својим држањем пресудно допринео управо Франтишек Липка.
Упоредо са својим књижевним и дипломатским ангажманом, Франтишек Липка се посветио и неким другим, веома специфичним делатностима везаним за виноградарство, тако да је међу европским произвођачима и познаваоцима добрих вина постао познат као изузетан сомелијер, односно стручњак за квалитет винских производа. У тој области, Липка је током дугог низа година изградио својеврсну паралелну каријеру као признати судија на бројним европским такмичењима и винским смотрама.